# Neuris Delgado Ramírez
Neuris Delgado Ramírez (Granma, 25 d'octubre de 1981) és un jugador d'escacs nascut a Cuba amb ciutadania paraguaiana que té el títol de Gran Mestre Internacional des de 2002.
A la llista d'Elo de la FIDE del juliol de 2022, hi tenia un Elo de 2614 punts, cosa que en feia el jugador número 1 (en actiu) del Paraguai i el 176è del món. El seu màxim Elo va ser de 2636 punts, a la llista del gener de 2020.

## Resultats destacats en competició
El 2001 fou campió de Cuba juvenil.
L'agost de 2009 va participar representant Cuba al 8è Campionat Panamericà per equips, celebrat a Mendes (Rio de Janeiro), i hi obtingué la medalla d'or individual al quart tauler.
El 2010 es traspassà com a jugador d'escacs representant Colòmbia. Des del 2012 juga amb la bandera del Paraguai.
Els anys 2014 i 2015 fou campió del Paraguai.

### Participació en olimpíades d'escacs
Delgado Ramírez ha participat, representant primer Cuba i després el Paraguai, en quatre Olimpíades d'escacs entre els anys 2002 i 2014, amb un resultat de (+10 =18 –8), per un 53,0% de la puntuació. El seu millor resultat el va fer a l'Olimpíada del 2014 en puntuar 5½ de 9 (+4 =3 -2), amb el 61,1% de la puntuació, amb una performance de 2606.